# Antalis (companie)
Antalis este o companie de distribuție de materiale utilizate ca suport în comunicare, cu sediul în Levallois-Perret, Franța.
Antalis a rapotat vânzari de 3,4 miliarde de euro în anul 2008 și are 7.900 de angajați (în 2010) care deservesc peste 230.000 de clienți din 53 de țări.
În anul 2009, compania ocupa locul patru în clasamentul mondial al companiilor de distribuție.
Este prezentă și în România, unde este unul din cei mai importanți jucători din piața de profil.